# 8e étape du Tour de France 2022
Pour un article plus général, voir Tour de France 2022.
La 8e étape du Tour de France 2022 se déroule le samedi 9 juillet 2022 entre Dole (Jura) et Lausanne (canton de Vaud, Suisse), sur une distance de 186,3 kilomètres.
Siège du Comité international olympique, Lausanne accueille pour la sixième fois la course, après les éditions de 1948, 1949, 1952, 1978, et 2000. 

## Parcours
L'étape débute sur le territoire français, depuis Dole, sous-préfecture du Jura, l'itinéraire traverse le massif du Jura, par Mont-sous-Vaudrey, Arbois, Montrond (sprint intermédiaire, km 46,9), Champagnole, la côte du Maréchet (2 km à 5,7 %, 4e catégorie), le col de la Savine (non répertorié), Morez, la côte des Rousses (6,7 km à 5 %, 3e catégorie), et Bois-d'Amont, dernière localité traversée avant la bascule en Suisse.
L'entrée sur le territoire suisse s'effectue par le canton de Vaud et la commune du Chenit. Après avoir longé le lac de Joux du côté nord par Le Lieu, le col de Pétra Félix (2,4 km à 6,3 %, 4e catégorie, une coquille a été faite sur le profil officiel de l'étape) se présente comme le point culminant de l'étape, alors qu'elle se trouve au col du Mollendruz. L'itinéraire suisse rejoint Lausanne, par L'Isle, Cossonay et Ecublens. La côte finale du Stade olympique (4,8 km à 4,6 %, 3e catégorie) débute au niveau de la place de la Navigation, puis traverse l'Avenue d'Ouchy, l'avenue de la Gare, la place Saint-François, le pont Chauderon, le palais de Beaulieu et la route des Plaines-du-Loup, où la ligne d'arrivée est tracée, au cœur du complexe sportif de Lausanne et au nord du stade olympique de la Pontaise,.

## Déroulement de la course
Après huit kilomètres de course, une échappée de trois coureurs se constitue, avec le Belge Frederik Frison (Lotto-Soudal), le Britannique Fred Wright (Bahrain Victorious) et l'Italien Mattia Cattaneo (Quick-Step Alpha Vinyl).
Après dix kilomètres de course, une chute massive intervient dans le peloton, certains favoris à la victoire finale sont concernés, comme le Britannique Geraint Thomas (INEOS Grenadiers), le Colombien Nairo Quintana (Arkéa-Samsic), l'Espagnol Enric Mas (Movistar) ou encore les deux Français Romain Bardet (DSM) et David Gaudu (Groupama-FDJ). Les coureurs retardés sont attendus par l'avant-garde du peloton, ce qui profite à l'échappée.
Au sprint intermédiaire de Montrond (km 46,9), Wright devance Frison, avec un avantage de trois minutes sur le peloton, dans lequel le Belge Jasper Philipsen (Alpecin-Deceuninck) précède le maillot vert belge Wout van Aert (Jumbo-Visma).
Au sommet de la côte du Maréchet (2 km à 5,7 %, 4e catégorie), Frison passe en tête, avec une avance de deux minutes et vingt secondes sur le peloton. Au sommet de la côte des Rousses (6,7 km à 5 %, 3e catégorie), Cattaneo passe en tête ; le peloton compte un débours d'une minute et quarante-cinq secondes. À soixante kilomètres de l'arrivée, Frederik Frison qui ne peut plus suivre, est rattrapé par le peloton. Au col de Pétra Félix (2,4 km à 6,3 %, 4e catégorie), Cattaneo récidive, avec une avance de deux minutes et dix secondes sur le peloton, dans lequel le Français Thibaut Pinot (Groupama-FDJ), déjà pris dans la chute au départ, se retrouve au sol, remonte rapidement dans le peloton et tape contre un assistant au bord de la route qui distribuait une musette.
À huit kilomètres de l'arrivée, Mattia Cattaneo se relève. Quant à Fred Wright, il est repris dans la montée finale (4,8 km à 4,6 %, 3e catégorie), à 3 500 mètres de l'arrivée. L'équipe Bora-Hansgrohe imprime le rythme en tête de peloton. La victoire d'étape se joue au sprint en petit comité d'une trentaine de coureurs : le Français Guillaume Martin (Cofidis) et le Luxembourgeois Bob Jungels (AG2R Citroën) tentent de lancer le sprint, en vain ; c'est l'Australien Michael Matthews (Bike Exchange Jayco) qui fait la plus grosse impression avec le maillot vert Wout van Aert, ce dernier s'impose en force sur les hauteurs de Lausanne. Troisième, le maillot jaune Tadej Pogačar est auteur d'un très bon final, derrière les deux meilleurs spécialistes du sprint en côte.
Rien ne change au niveau des différents classements : Tadej Pogačar conserve les maillots blanc et jaune, Wout van Aert conforte le maillot vert. Le Danois Magnus Cort Nielsen (EF Education-EasyPost) n'a pas été inquiété au classement du grand prix de la montagne. L'équipe INEOS Grenadiers reste en tête du classement par équipes. Mattia Cattaneo est récompensé du prix de la combativité.

## Résultats

### Classement de l'étape
| Classement de la 8e étape | Classement de la 8e étape | Classement de la 8e étape | Classement de la 8e étape | Classement de la 8e étape |
|                           | Coureur                   | Pays                      | Équipe                    | Temps                     |
| ------------------------- | ------------------------- | ------------------------- | ------------------------- | ------------------------- |
| 1er                       | Wout van Aert             | Belgique                  | Jumbo-Visma               | en 4 h 13 min 6 s         |
| 2e                        | Michael Matthews          | Australie                 | Team BikeExchange-Jayco   | + 0 s                     |
| 3e                        | Tadej Pogačar             | Slovénie                  | UAE Team Emirates         | + 0 s                     |
| 4e                        | Andreas Kron              | Danemark                  | Lotto-Soudal              | + 0 s                     |
| 5e                        | Alberto Bettiol           | Italie                    | EF Education-EasyPost     | + 0 s                     |
| 6e                        | Aleksandr Vlasov          | Bannière neutre           | Bora-Hansgrohe            | + 0 s                     |
| 7e                        | Benjamin Thomas           | France                    | Cofidis                   | + 0 s                     |
| 8e                        | Jonas Vingegaard          | Danemark                  | Jumbo-Visma               | + 0 s                     |
| 9e                        | Bob Jungels               | Luxembourg                | AG2R Citroën              | + 0 s                     |
| 10e                       | Tom Pidcock               | Grande-Bretagne           | Ineos Grenadiers          | + 0 s                     |
| modifier                  |                           |                           |                           |                           |

### Bonifications en temps
|   | Coureur          | Pays      | Équipe                  | Secondes |
| - | ---------------- | --------- | ----------------------- | -------- |
| 1 | Wout van Aert    | Belgique  | Jumbo-Visma             | 10 s     |
| 2 | Michael Matthews | Australie | Team BikeExchange-Jayco | 6 s      |
| 3 | Tadej Pogačar    | Slovénie  | UAE Team Emirates       | 4 s      |

### Points attribués
| Sprint intermédiaire Montrond (km 46,9) | Sprint intermédiaire Montrond (km 46,9) | Sprint intermédiaire Montrond (km 46,9) | Sprint intermédiaire Montrond (km 46,9) | Sprint intermédiaire Montrond (km 46,9) |
| --------------------------------------- | --------------------------------------- | --------------------------------------- | --------------------------------------- | --------------------------------------- |
|                                         | Coureur                                 | Pays                                    | Équipe                                  | Point(s)                                |
| 1er                                     | Fred Wright                             | Grande-Bretagne                         | Bahrain Victorious                      | 20                                      |
| 2e                                      | Frederik Frison                         | Belgique                                | Lotto-Soudal                            | 17                                      |
| 3e                                      | Mattia Cattaneo                         | Italie                                  | Quick-Step Alpha Vinyl                  | 15                                      |
| 4e                                      | Jasper Philipsen                        | Belgique                                | Alpecin-Deceuninck                      | 13                                      |
| 5e                                      | Wout van Aert                           | Belgique                                | Jumbo-Visma                             | 11                                      |
| 6e                                      | Christophe Laporte                      | France                                  | Jumbo-Visma                             | 10                                      |
| 7e                                      | Fabio Jakobsen                          | Pays-Bas                                | Quick-Step Alpha Vinyl                  | 9                                       |
| 8e                                      | Michael Mørkøv                          | Danemark                                | Quick-Step Alpha Vinyl                  | 8                                       |
| 9e                                      | Steven Kruijswijk                       | Pays-Bas                                | Jumbo-Visma                             | 7                                       |
| 10e                                     | Christopher Juul Jensen                 | Danemark                                | Team BikeExchange-Jayco                 | 6                                       |
| 11e                                     | Nathan Van Hooydonck                    | Belgique                                | Jumbo-Visma                             | 5                                       |
| 12e                                     | Mikkel Bjerg                            | Danemark                                | UAE Team Emirates                       | 4                                       |
| 13e                                     | Marc Soler                              | Espagne                                 | UAE Team Emirates                       | 3                                       |
| 14e                                     | George Bennett                          | Nouvelle-Zélande                        | UAE Team Emirates                       | 2                                       |
| 15e                                     | Marc Hirschi                            | Suisse                                  | UAE Team Emirates                       | 1                                       |
| modifier                                |                                         |                                         |                                         |                                         |

| Arrivée d'étape Lausanne - Côte du Stade olympique (km 186,3) | Arrivée d'étape Lausanne - Côte du Stade olympique (km 186,3) | Arrivée d'étape Lausanne - Côte du Stade olympique (km 186,3) | Arrivée d'étape Lausanne - Côte du Stade olympique (km 186,3) | Arrivée d'étape Lausanne - Côte du Stade olympique (km 186,3) |
| ------------------------------------------------------------- | ------------------------------------------------------------- | ------------------------------------------------------------- | ------------------------------------------------------------- | ------------------------------------------------------------- |
|                                                               | Coureur                                                       | Pays                                                          | Équipe                                                        | Point(s)                                                      |
| 1er                                                           | Wout van Aert                                                 | Belgique                                                      | Jumbo-Visma                                                   | 50                                                            |
| 2e                                                            | Michael Matthews                                              | Australie                                                     | Team BikeExchange-Jayco                                       | 30                                                            |
| 3e                                                            | Tadej Pogačar                                                 | Slovénie                                                      | UAE Team Emirates                                             | 20                                                            |
| 4e                                                            | Andreas Kron                                                  | Danemark                                                      | Lotto-Soudal                                                  | 18                                                            |
| 5e                                                            | Alberto Bettiol                                               | Italie                                                        | EF Education-EasyPost                                         | 16                                                            |
| 6e                                                            | Aleksandr Vlasov                                              | Bannière neutre                                               | Bora-Hansgrohe                                                | 14                                                            |
| 7e                                                            | Benjamin Thomas                                               | France                                                        | Cofidis                                                       | 12                                                            |
| 8e                                                            | Jonas Vingegaard                                              | Danemark                                                      | Jumbo-Visma                                                   | 10                                                            |
| 9e                                                            | Bob Jungels                                                   | Luxembourg                                                    | AG2R Citroën                                                  | 8                                                             |
| 10e                                                           | Tom Pidcock                                                   | Grande-Bretagne                                               | Ineos Grenadiers                                              | 7                                                             |
| 11e                                                           | Geraint Thomas                                                | Grande-Bretagne                                               | Ineos Grenadiers                                              | 6                                                             |
| 12e                                                           | David Gaudu                                                   | France                                                        | Groupama-FDJ                                                  | 5                                                             |
| 13e                                                           | Guillaume Martin                                              | France                                                        | Cofidis                                                       | 4                                                             |
| 14e                                                           | Primož Roglič                                                 | Slovénie                                                      | Jumbo-Visma                                                   | 3                                                             |
| 15e                                                           | Nairo Quintana                                                | Colombie                                                      | Arkéa-Samsic                                                  | 2                                                             |
| modifier                                                      |                                                               |                                                               |                                                               |                                                               |

### Cols et côtes
| Côte du Maréchet (km 75,6) 4e catégorie (2,0 km à 5,7 %) | Côte du Maréchet (km 75,6) 4e catégorie (2,0 km à 5,7 %) | Côte du Maréchet (km 75,6) 4e catégorie (2,0 km à 5,7 %) | Côte du Maréchet (km 75,6) 4e catégorie (2,0 km à 5,7 %) | Côte du Maréchet (km 75,6) 4e catégorie (2,0 km à 5,7 %) |
| -------------------------------------------------------- | -------------------------------------------------------- | -------------------------------------------------------- | -------------------------------------------------------- | -------------------------------------------------------- |
|                                                          | Coureur                                                  | Pays                                                     | Équipe                                                   | Point(s)                                                 |
| 1er                                                      | Frederik Frison                                          | Belgique                                                 | Lotto-Soudal                                             | 1                                                        |
| modifier                                                 |                                                          |                                                          |                                                          |                                                          |

| Côte des Rousses (km 101,3) 3e catégorie (6,7 km à 5,0 %) | Côte des Rousses (km 101,3) 3e catégorie (6,7 km à 5,0 %) | Côte des Rousses (km 101,3) 3e catégorie (6,7 km à 5,0 %) | Côte des Rousses (km 101,3) 3e catégorie (6,7 km à 5,0 %) | Côte des Rousses (km 101,3) 3e catégorie (6,7 km à 5,0 %) |
| --------------------------------------------------------- | --------------------------------------------------------- | --------------------------------------------------------- | --------------------------------------------------------- | --------------------------------------------------------- |
|                                                           | Coureur                                                   | Pays                                                      | Équipe                                                    | Point(s)                                                  |
| 1er                                                       | Mattia Cattaneo                                           | Italie                                                    | Quick-Step Alpha Vinyl                                    | 2                                                         |
| 2e                                                        | Frederik Frison                                           | Belgique                                                  | Lotto-Soudal                                              | 1                                                         |
| modifier                                                  |                                                           |                                                           |                                                           |                                                           |

| Col de Pétra Félix (km 136,9) 4e catégorie (2,4 km à 1,5 %) | Col de Pétra Félix (km 136,9) 4e catégorie (2,4 km à 1,5 %) | Col de Pétra Félix (km 136,9) 4e catégorie (2,4 km à 1,5 %) | Col de Pétra Félix (km 136,9) 4e catégorie (2,4 km à 1,5 %) | Col de Pétra Félix (km 136,9) 4e catégorie (2,4 km à 1,5 %) |
| ----------------------------------------------------------- | ----------------------------------------------------------- | ----------------------------------------------------------- | ----------------------------------------------------------- | ----------------------------------------------------------- |
|                                                             | Coureur                                                     | Pays                                                        | Équipe                                                      | Point(s)                                                    |
| 1er                                                         | Mattia Cattaneo                                             | Italie                                                      | Quick-Step Alpha Vinyl                                      | 1                                                           |
| modifier                                                    |                                                             |                                                             |                                                             |                                                             |

| Lausanne - Côte du Stade olympique (km 186,3) 3e catégorie (4,8 km à 4,6 %) | Lausanne - Côte du Stade olympique (km 186,3) 3e catégorie (4,8 km à 4,6 %) | Lausanne - Côte du Stade olympique (km 186,3) 3e catégorie (4,8 km à 4,6 %) | Lausanne - Côte du Stade olympique (km 186,3) 3e catégorie (4,8 km à 4,6 %) | Lausanne - Côte du Stade olympique (km 186,3) 3e catégorie (4,8 km à 4,6 %) |
| --------------------------------------------------------------------------- | --------------------------------------------------------------------------- | --------------------------------------------------------------------------- | --------------------------------------------------------------------------- | --------------------------------------------------------------------------- |
|                                                                             | Coureur                                                                     | Pays                                                                        | Équipe                                                                      | Point(s)                                                                    |
| 1er                                                                         | Wout van Aert                                                               | Belgique                                                                    | Jumbo-Visma                                                                 | 2                                                                           |
| 2e                                                                          | Michael Matthews                                                            | Australie                                                                   | Team BikeExchange-Jayco                                                     | 1                                                                           |
| modifier                                                                    |                                                                             |                                                                             |                                                                             |                                                                             |

### Prix de la combativité
- Mattia Cattaneo (Quick-Step Alpha Vinyl)

## Classements à l'issue de l'étape

### Classement général
| Classement général | Classement général | Classement général | Classement général    | Classement général  |
|                    | Coureur            | Pays               | Équipe                | Temps               |
| ------------------ | ------------------ | ------------------ | --------------------- | ------------------- |
| 1er                | Tadej Pogačar      | Slovénie           | UAE Team Emirates     | en 28 h 56 min 16 s |
| 2e                 | Jonas Vingegaard   | Danemark           | Jumbo-Visma           | + 39 s              |
| 3e                 | Geraint Thomas     | Grande-Bretagne    | Ineos Grenadiers      | + 1 min 14 s        |
| 4e                 | Adam Yates         | Grande-Bretagne    | Ineos Grenadiers      | + 1 min 22 s        |
| 5e                 | David Gaudu        | France             | Groupama-FDJ          | + 1 min 35 s        |
| 6e                 | Romain Bardet      | France             | Team DSM              | + 1 min 36 s        |
| 7e                 | Tom Pidcock        | Grande-Bretagne    | Ineos Grenadiers      | + 1 min 39 s        |
| 8e                 | Neilson Powless    | États-Unis         | EF Education-EasyPost | + 1 min 41 s        |
| 9e                 | Enric Mas          | Espagne            | Movistar              | + 1 min 47 s        |
| 10e                | Daniel Martínez    | Colombie           | Ineos Grenadiers      | + 1 min 59 s        |
| modifier           |                    |                    |                       |                     |

| Classement par points | Classement par points | Classement par points | Classement par points   | Classement par points |
| --------------------- | --------------------- | --------------------- | ----------------------- | --------------------- |
|                       | Coureur               | Pays                  | Équipe                  | Point(s)              |
| 1er                   | Wout van Aert         | Belgique              | Jumbo-Visma             | 264 points            |
| 2e                    | Fabio Jakobsen        | Pays-Bas              | Quick-Step Alpha Vinyl  | 149 pts               |
| 3e                    | Tadej Pogačar         | Slovénie              | UAE Team Emirates       | 128 pts               |
| 4e                    | Jasper Philipsen      | Belgique              | Alpecin-Deceuninck      | 102 pts               |
| 5e                    | Christophe Laporte    | France                | Jumbo-Visma             | 97 pts                |
| 6e                    | Magnus Cort Nielsen   | Danemark              | EF Education-EasyPost   | 86 pts                |
| 7e                    | Peter Sagan           | Slovaquie             | TotalEnergies           | 86 pts                |
| 8e                    | Michael Matthews      | Australie             | Team BikeExchange-Jayco | 68 pts                |
| 9e                    | Simon Clarke          | Australie             | Israel-Premier Tech     | 67 pts                |
| 10e                   | Dylan Groenewegen     | Pays-Bas              | Team BikeExchange-Jayco | 60 pts                |
| modifier              |                       |                       |                         |                       |

| Classement du meilleur grimpeur | Classement du meilleur grimpeur | Classement du meilleur grimpeur | Classement du meilleur grimpeur | Classement du meilleur grimpeur |
| ------------------------------- | ------------------------------- | ------------------------------- | ------------------------------- | ------------------------------- |
|                                 | Coureur                         | Pays                            | Équipe                          | Point(s)                        |
| 1er                             | Magnus Cort Nielsen             | Danemark                        | EF Education-EasyPost           | 11 points                       |
| 2e                              | Tadej Pogačar                   | Slovénie                        | UAE Team Emirates               | 10 pts                          |
| 3e                              | Jonas Vingegaard                | Danemark                        | Jumbo-Visma                     | 8 pts                           |
| 4e                              | Primož Roglič                   | Slovénie                        | Jumbo-Visma                     | 6 pts                           |
| 5e                              | Lennard Kämna                   | Allemagne                       | Bora-Hansgrohe                  | 5 pts                           |
| 6e                              | Simon Geschke                   | Allemagne                       | Cofidis                         | 4 pts                           |
| 7e                              | Wout van Aert                   | Belgique                        | Jumbo-Visma                     | 4 pts                           |
| 8e                              | Mattia Cattaneo                 | Italie                          | Quick-Step Alpha Vinyl          | 3 pts                           |
| 9e                              | Alexis Vuillermoz               | France                          | TotalEnergies                   | 2 pts                           |
| 10e                             | Frederik Frison                 | Belgique                        | Lotto-Soudal                    | 2 pts                           |
| modifier                        |                                 |                                 |                                 |                                 |

| Classement général du meilleur jeune | Classement général du meilleur jeune | Classement général du meilleur jeune | Classement général du meilleur jeune | Classement général du meilleur jeune |
|                                      | Coureur                              | Pays                                 | Équipe                               | Temps                                |
| ------------------------------------ | ------------------------------------ | ------------------------------------ | ------------------------------------ | ------------------------------------ |
| 1er                                  | Tadej Pogačar                        | Slovénie                             | UAE Team Emirates                    | en 28 h 56 min 16 s                  |
| 2e                                   | Tom Pidcock                          | Grande-Bretagne                      | Ineos Grenadiers                     | + 1 min 39 s                         |
| 3e                                   | Brandon McNulty                      | États-Unis                           | UAE Team Emirates                    | + 7 min 2 s                          |
| 4e                                   | Andreas Leknessund                   | Norvège                              | Team DSM                             | + 14 min 50 s                        |
| 5e                                   | Matteo Jorgenson                     | États-Unis                           | Movistar                             | + 16 min 55 s                        |
| 6e                                   | Jasper Philipsen                     | Belgique                             | Alpecin-Deceuninck                   | + 19 min 53 s                        |
| 7e                                   | Kevin Geniets                        | Luxembourg                           | Groupama-FDJ                         | + 21 min 24 s                        |
| 8e                                   | Georg Zimmermann                     | Allemagne                            | Intermarché-Wanty-Gobert Matériaux   | + 25 min 18 s                        |
| 9e                                   | Fred Wright                          | Grande-Bretagne                      | Bahrain Victorious                   | + 26 min 14 s                        |
| 10e                                  | Andreas Kron                         | Danemark                             | Lotto-Soudal                         | + 29 min 17 s                        |
| modifier                             |                                      |                                      |                                      |                                      |

| Classement par équipes | Classement par équipes | Classement par équipes | Classement par équipes |
|                        | Équipe                 | Pays                   | Temps                  |
| ---------------------- | ---------------------- | ---------------------- | ---------------------- |
| 1re                    | Ineos Grenadiers       | Grande-Bretagne        | en 86 h 52 min 43 s    |
| 2e                     | Jumbo-Visma            | Pays-Bas               | + 26 s                 |
| 3e                     | EF Education-EasyPost  | États-Unis             | + 6 min 6 s            |
| 4e                     | UAE Team Emirates      | Émirats arabes unis    | + 9 min 0 s            |
| 5e                     | Bahrain Victorious     | Bahreïn                | + 9 min 32 s           |
| 6e                     | Bora-Hansgrohe         | Allemagne              | + 9 min 36 s           |
| 7e                     | Groupama-FDJ           | France                 | + 10 min 38 s          |
| 8e                     | Arkéa-Samsic           | France                 | + 16 min 0 s           |
| 9e                     | Trek-Segafredo         | États-Unis             | + 17 min 22 s          |
| 10e                    | Israel-Premier Tech    | Israël                 | + 20 min 34 s          |
| modifier               |                        |                        |                        |

## Abandons
Quatre coureurs quittent le Tour lors de la 8e étape : 
- Vegard Stake Laengen (UAE Team Emirates) : non partant, test positif à la Covid-19[7]
- Geoffrey Bouchard (AG2R Citroën) : non partant, test positif à la Covid-19[8]
- Kevin Vermaerke (Team DSM) : abandon
- Gianni Moscon (Astana Qazaqstan) : abandon